# 2018 en littérature
| Années de la littérature : 2015 - 2016 - 2017 - 2018 - 2019 - 2020 - 2021    |
| Décennies de la littérature : 1980 - 1990 - 2000 - 2010 - 2020 - 2030 - 2040 |

Cet article présente les faits marquants de l'année 2018 en littérature.

## Événements
- Le groupe Editis rachète les Editions Héloïse d'Ormesson. Il est lui-même racheté par Vivendi à Grupo Planeta.
- Avril : L'éditrice française Stéphanie Chevrier, fondatrice des éditions Don Quichotte, prend la présidence des éditions La Découverte.
- 23 avril : centenaire de la naissance de Maurice Druon, écrivain et homme politique français.
- 30 juillet : bicentenaire de la naissance d'Emily Brontë, romancière et poétesse britannique.
- 31 août : centenaire de la naissance d'Hélène Bessette, romancière française.
- 16 octobre : centenaire de la naissance d'Henri Vernes, romancier belge, créateur de Bob Morane.
- 22 octobre : bicentenaire de la naissance de Leconte de Lisle, poète français.
- 9 novembre : 
  - bicentenaire de la naissance de Ivan Tourgueniev, écrivain russe.
  - centenaire de la mort de Guillaume Apollinaire, poète français.
- 2 décembre : centenaire de la mort de Edmond Rostand, dramaturge français, auteur de la célèbre pièce Cyrano de Bergerac.
- 11 décembre : centenaire de la naissance de Alexandre Soljenitsyne, écrivain russe, prix Nobel de littérature en 1970.

## Parutions

### Biographies
- Behrouz Boochani, No Friend But the Mountains: Writing from Manus Prison, éditions Pan Macmillan,  (ISBN 978-1-760-55538-2).

### Essais et traités
- Frédéric Beigbeder, La frivolité est une affaire sérieuse, Éditions de l'Observatoire
- Baudouin de Bodinat, En attendant la fin du monde, éditions Fario
- Eric Kaufmann, Whiteshift: Populism, Immigration and the Future of White Majorities, éditions Abrams Books, 25 octobre 2018,  (ISBN 978-1-46831-697-1).
- Philippe Lançon, Le Lambeau, éditions Gallimard
- Daria Marx et Eva Perez-Bello : « Gros » n'est pas un gros mot, J'AI LU, paru le 23 mai 2018,  (ISBN 2290101788).
- Jean-Pierre Thiollet, Hallier ou l'Edernité en marche, Neva éditions
- Serge Venturini, Tcharents, présentation chronologique, dans le vent de l'histoire suivi de Nausicaa de Yéghiché Tcharents (Version de Serge Venturini avec l'aide d'Élisabeth Mouradian), coll. « Lettres arméniennes », Éditions L'Harmattan, Paris, paru le 16 octobre,  (ISBN 9782343158617).
- Erin Hunter,La première bataille, (série La Guerre Des Clans).

### Livres politiques
- Eva Perez-Bello et Daria Marx, Gros n'est pas un gros mot : chroniques d'une discrimination ordinaire, Flammarion, coll. « Librio », 2018, 120 p.  (ISBN 978-2-290-10178-0)

### Poésie
- Denise Desautels (illustrations Erika Povilonyté), Noirs, coll. « Carnets de couleurs », L'Atelier des Noyers, Perrigny-lès-Dijon, 47 p.  (ISBN 9782490185023)
- Diane Régimbald, De mère encore, coll. « Dans la cour des filles », Éditions du Petit Flou, Corrèze.
- AA.VV., «Non era soltanto passione». Generazione degli anni ’80, (éd. A. Bianchetti, préface de D. Giampani), alla chiara fonte, Viganello (Lugano), 2018. Anthologie de la génération de poètes suisses de langue italienne nés dans les années 1980: Noé Albergati, Daniele Bernardi, Yari Bernasconi, Andrea Bianchetti, Margherita Coldesina, Laura Di Corcia, Lia Galli, Andrea Grassi, Fabio Jermini, Jonathan Lupi, Mercure Martini, Marko Miladinovic, Pietro Montorfani, Carlotta Silini.

### Recueils de partitions
- Colette Mourey Cantate "Les Droits de l'Homme" (Éditions La Fabrik'à Notes)[1]
- Colette Mourey 12 Petits Préludes Hypertonaux (Éditions Marc Reift)[2]
- Colette Mourey Quasi Sonata (Éditions Soldano)[3]
- Colette Mourey 4 Estudios Festivos (Éditions Marc Reift)[4]
- Colette Mourey Bagatelle (Éditions Bergmann)[5]
- Colette Mourey Quetzalcoatl Concerto (Éditions Marc Reift)[6]

### Romans

#### Auteurs francophones
- Régis Bégué, S.N.O.W., Éditions Lucien Souny
- Frédéric Beigbeder, Une vie sans fin, Grasset
- Estelle-Sarah Bulle, Là où les chiens aboient par la queue, éditions Liana Levi
- Pauline Delabroy-Allard, Ça raconte Sarah, Les Éditions de Minuit
- David Diop, Frère d'âme, éditions du Seuil
- Patrick Grainville, Falaise des fous, éditions du Seuil
- Paul Greveillac, Maîtres et Esclaves, éditions Gallimard
- Virginie Grimaldi, Il est grand temps de rallumer les étoiles, Fayard
- Nancy Huston, Lèvres de pierre, Actes Sud
- Maylis de Kerangal, Un monde à portée de main, éditions Verticales
- Tobie Nathan, L'Évangile selon Youri, éditions Stock
- Daniel Picouly, Quatre-vingt-dix secondes, éditions Albin Michel
- Thomas B. Reverdy, L'Hiver du mécontentement, éditions Flammarion
- Irina Teodorescu, Celui qui comptait être heureux longtemps, Gaïa Éditions
- François Vallejo, Hôtel Waldheim, éditions Viviane Hamy
- Carène Ponte, Avec des si et des peut-être, Éditions Michel Lafon

#### Policiers, thrillers, espionnage
- Don Winslow (américain), Corruption, traduit par Jean Esch, HarperCollins.
- Don Winslow (américain), Missing: Germany, traduit par Philippe Loubat-Delranc, Seuil.

## Décès
- 1er janvier : décès à 83 ans de l'écrivain français Pierre Minvielle[7].
- 2 janvier : décès à 91 ans de l'éditeur français Bernard de Fallois
- 2 janvier : décès à 73 ans de l'éditeur français Paul Otchakovsky-Laurens d'un accident de voiture[8].
- 4 janvier : décès à 85 ans de l'écrivain israélien Aharon Appelfeld.
- 12 janvier : décès à 89 ans de l'écrivaine et dramaturge française Françoise Dorin.
- 18 janvier : décès à 78 ans de l'écrivain britannique Peter Mayle.
- 22 janvier : décès à 88 ans de l'écrivaine américaine Ursula K. Le Guin.
- 23 janvier : décès à 103 ans de l' « antipoète » chilien Nicanor Parra (° 5 septembre 1914).
- 27 janvier : décès à 76 ans de l'éditeur français Jean-Claude Lattès
- 8 mars : décès à 89 ans de l'écrivaine américaine Kate Wilhelm.
- 23 mars : décès à 62 ans de l'écrivain britannique Philip Kerr.
- 11 mai : décès à 87 ans de l'écrivain français Gérard Genette, critique littéraire et théoricien de la littérature.
- 14 mai : décès à 88 ans de l'écrivain américain Tom Wolfe.
- 22 mai : décès à 85 ans de l'écrivain américain Philip Roth.
- 28 juin : décès à 84 ans de l'écrivain américain Harlan Ellison.
- 4 juillet : décès à 104 ans de l'écrivain français Georges-Emmanuel Clancier.
- 11 août : décès à 85 ans de l'écrivain britannique V. S. Naipaul, Prix Nobel de littérature 2001.
- 5 octobre : décès à 85 ans de l'écrivain péruvien Edgardo Rivera Martínez[9].
- 7 octobre : décès à 48 ans de l'écrivain russe Oleg Pavlov.
- 8 octobre : décès à 82 ans de l'écrivaine et illustrative franco-polonaise Elzbieta.
- 11 octobre : décès à 89 ans de l'écrivain albanais Fatos Arapi.
- 11 octobre : décès à 70 ans de l'écrivain américain Greg Stafford.
- 13 octobre : décès à 83 ans de l'écrivaine américaine Sue Hubbell.
- 15 octobre : décès à 76 ans de l'écrivain finlandais Arto Paasilinna.
- 18 octobre : décès à 82 ans de la traductrice littéraire britannique depuis le français et l'allemand Anthea Bell.
- 27 octobre : décès à 70 ans de la dramaturge et poétesse américaine Ntozake Shange.
- 5 novembre : décès à 86 ans de l'écrivain marocain Ali Squalli Houssaini.
- 14 novembre : décès à 83 ans de l'écrivain mexicain Fernando del Paso.
- 28 décembre : décès à 79 ans de l'écrivain israélien Amos Oz.